# Plošni tisak
Plošni tisak jedna je od osnovih tehnika tiska, čija je tiskovna forma bez udubina ili izbočenja. U ovu tehniku tiska ubrajaju se ofsetni tisak, litografski tisak, svjetlotisak i dilito tisak. Najvažnija i najrasprostranjenija tehnika plošnog tiska danas je ofsetni tisak, dok se ostale tehnike rabe vrlo malo ili nimalo. Jedina je tehnika reprodukcije u kojoj i slobodne površine sudjeluju u procesu otiskivanja. Iako su tiskovni elementi i slobodne površine nazivno u istoj ravnini, zbog tehnoloških razloga reljef ipak postoji (2-3 μm), ali nema nikakva utjecaja u procesu tiska.